# Polynema silvifilia
Polynema silvifilia är en stekelart som beskrevs av Girault 1925. Polynema silvifilia ingår i släktet Polynema och familjen dvärgsteklar. Inga underarter finns listade i Catalogue of Life.